# Onuphis paucibranchis
Onuphis paucibranchis är en ringmaskart som först beskrevs av Ehlers 1912.  Onuphis paucibranchis ingår i släktet Onuphis och familjen Onuphidae. Inga underarter finns listade i Catalogue of Life.